# William Collins (poète)
Pour les articles homonymes, voir William Collins et Collins.
William Collins, né le 25 décembre 1721 à Chichester et mort le 12 juin 1759 dans la même ville, est un poète anglais.
Il débuta par des poésies qui ne reçurent pas d'abord du public l'accueil qu'elles méritaient, vécut dans un état voisin de la misère, et perdit la raison dans ses dernières années. En 1754, il fut placé quelque temps dans une maison d'aliénés à Chelsea, puis fut hébergé par une de ses  sœurs à Chichester. Sa mort, comme son œuvre, passa inaperçue. C'est seulement en 1765 que John Langhorne (en) édita ses poèmes et les fit connaître au public. 
On a de lui des Églogues orientales, 1742, et des Odes descriptives et allégoriques, qui le placent au rang des premiers poètes lyriques de l'Angleterre ; on estime surtout l'Ode sur les passions. Une bonne édition de ses œuvres a été donnée par Alexander Dyce, avec notes, Londres, 1827.

## Source
Cet article comprend des extraits du Dictionnaire Bouillet. Il est possible de supprimer cette indication, si le texte reflète le savoir actuel sur ce thème, si les sources sont citées, s'il satisfait aux exigences linguistiques actuelles et s'il ne contient pas de propos qui vont à l'encontre des règles de neutralité de Wikipédia.